# Ubisoft Connect
Ubisoft Connect (wcześniej jako Uplay) – platforma dystrybucji cyfrowej i zarządzania prawami cyfrowymi, system gry wieloosobowej oraz serwis społecznościowy stworzony przez Ubisoft. Usługa dostępna jest na platformach PC, PlayStation 4, Xbox One, PlayStation 3, Xbox 360, Facebook, iOS, Android, Windows Phone, OnLive oraz Nintendo eShop. Za pośrednictwem platformy można dokonać zakupu gier różnych producentów, jednak wszystkie funkcje usługi wykorzystywane są jedynie przez gry Ubisoftu. W październiku 2020 zmieniono nazwę usługi z Uplay na Ubisoft Connect.

## Funkcje
Usługa Ubisoft Connect (jako „Uplay”) została uruchomiona przez Ubisoft w 2009 roku wraz z premierą gry Assassin’s Creed II, którą należało aktywować za pośrednictwem platformy lub jej strony internetowej. Ubisoft Connect pozwala na komunikację z innymi użytkownikami oraz zdobywanie nagród za osiąganie konkretnych celi (nazywanych „akcjami”) w grach wydanych przez Ubisoft. Każda gra powiązana z usługą zawiera cztery określone akcje, które można odblokować podczas rozgrywki, za co przyznawane są punkty, nazywane jednostkami. Każda akcja zapewnia 5, 10, 15, 20, 30 lub 40 punktów, które następnie przeznaczyć można na odblokowanie nagród – tapety, dodatkowej misji czy przedmiotu do gry. Jednostki nie są przypisane do konkretnego tytułu, pozwalając na odblokowywanie nagród także w innych produkcjach Ubisoftu.

## Klient
Klient Ubisoft Connect został udostępniony 3 lipca 2012 roku, zastępując Ubisoft Game Launcher. Pozwala on na gromadzenie waluty i nagród, łącząc profile gracza z różnych platform (PC, konsole, Facebook, urządzenia mobilne) w jedną aplikację. Zbliżony jest on do klientów Steama i Origina, pozwalając na zakup i uruchamianie gier. Konto Ubisoft Connect pozwala na wszystkich platformach na dostęp do stron i forów Ubisoftu.

### Zarządzanie prawami cyfrowymi
W momencie uruchomienia usługi na komputerach osobistych wymagała ona stałego połączenia z Internetem. Gry korzystające z Ubisoft Connect nie uruchamiały się, kiedy komputer był w trybie offline, a utrata połączenia z Internetem w trakcie rozgrywki powodowała zatrzymanie gry i cofnięcie gracza do ostatniego punktu kontrolnego lub zapisu, w zależności od tego, z jakiej formy zapisu korzystała produkcja. Do niektórych tytułów, jak np. Assassin’s Creed II, w późniejszym czasie wydane zostały łatki zapisujące dokładne położenie gracza przed utraceniem połączenia z Internetem, a następnie przywracające do nich po przejściu w tryb online. Na początku marca 2010 roku usługa stała się celem ataku DoS, który sprawił, że gracze komputerowi przez kilka dni nie mogli grać w Assassin’s Creed II i Silent Hunter 5.
Wymóg stałego połączenia z Internetem został zniesiony pod koniec 2010 roku, a zastąpiono go koniecznością jednokrotnego aktywowania gry. Wymóg stałego połączenia powrócił jednak w 2011 roku w grach Driver: San Francisco i From Dust, chociaż w przypadku tej drugiej przed wydaniem Ubisoft zapewniał, że będzie ona wymagała jedynie aktywacji. W późniejszym czasie gra doczekała się łatki usuwającej konieczność stałego połączenia. We wrześniu 2012 roku przedstawiciele Ubisoftu zapewnili, że w przyszłości żadna gra nie będzie wymagała połączenia, tym niemniej wymaga go The Crew z 2014.
Niektóre gry Ubisoftu wymagały przepustki sieciowej, znanej jako „Uplay passport”, w celu uzyskania dostępu do zawartości online i gry wieloosobowej. Przedsiębiorstwo wycofało się z tego rozwiązania w listopadzie 2013 roku, udostępniając Uplay passport za darmo posiadaczom Assassin’s Creed IV: Black Flag.

## Zagrożenie bezpieczeństwa
W lipcu 2012 roku Tavis Ormandy, inżynier ds. bezpieczeństwa w Google, stwierdził, że stosowany w usłudze system DRM jest rootkitem, stwarzającym poważne zagrożenie dla bezpieczeństwa, ponieważ instaluje w przeglądarce wtyczkę pozwalającą na włamanie się do systemu. Błąd został naprawiony wraz z wydaniem wersji 2.0.4 30 lipca 2012 roku.

## Odbiór
Usługa spotkała się z bardzo negatywnym odbiorem użytkowników. John Walker ze strony Rock, Paper, Shotgun po problemach z serwerami, jakie miały miejsce po premierze Far Cry 3 i uniemożliwiały grę w rzeczony tytuł, określił usługę mianem technicznego bubla. Według Kyle’a Orlanda z serwisu Ars Technica usługa nie zaskarbiła sobie sympatii graczy komputerowych, czego przyczyną były m.in. liczne problemy techniczne i błędy. Geoffrey Tim z lazygamer.net określił serwis mianem „najgorszej rzeczy” w „skądinąd znakomitych” grach Ubisoftu, krytykując przede wszystkim konieczność jednoczesnego działania Steama i usługi Ubisoftu, nawet w przypadku gier zakupionych na tej drugiej platformie. Podobny zarzut wysunął Patrick Klepek z Giant Bomb, stwierdzając dodatkowo, że chęć Ubisoftu do posiadania własnej platformy dystrybucji nie przynosi żadnych korzyści użytkownikom, zaś sposoby, jakimi przedsiębiorstwo stara się zachęcić użytkowników, są irytujące i odpychające. Shawn Sanders z GadgetReview porównując trzy największe platformy dystrybucji cyfrowej na komputerach osobistych skrytykował usługę za duże zużycie pamięci, nieadekwatne do nielicznych funkcji programu. Brenna Hillier z serwisu VG24/7 w podsumowaniu jednej z wiadomości dotyczącej usługi stwierdziła, że jest ona jednym z najmniej popularnych systemów cyfrowego zarządzania treścią na komputerach osobistych, ale „mimo żarliwych modlitw nie udaje mu się umrzeć”.